# 情景分析
情境分析（英文：Scenario planning）是一种通过考虑各种可能发生的结果，分析未来的可能发生事件的过程。通过考虑分析各种结果及其影响，情景分析可以帮助决策者做出更明智的选择。

## 概述
由于问题的情景本身的复杂性，情景分析仍然需要在实践中不断改进。预测未来仍然存在着很大的困难（实际中的结果可能与预测的完全不一致），例如很难预测未来的各种情景，很难确定各种情景的发生几率；事实上，对于在很多综合预测中出现的金融市场的回报很难引起人们的兴趣。分析的结果用数学或者统计学模型表达出来——进一步来说，就是考虑单个情景中可能的不定因素、以及各种可能情景的相互关系。

## 商業應用
举例来说，在经济金融分析中，某个金融研究机构可能尝试著去预测未来经济的各种情景（如快速增长、适度增长、缓慢增长），同时它也在尝试预测各个情景中的金融市场的回报情况（如债券、股票以及现金）。它会考虑各种可能情况的分支情景。进一步，它会试图寻找各种相互联系，并为各种情景（以及其分支情景）赋予相应的发生几率。继而为不同类型的资产分配资产（即资产分配）；金融研究机构同时可以计算出情景权重下的期望回报（该数字反应了该金融环境的整体吸引力）。
金融研究机构可以作的进步分析：在取得上述计算结果后，该金融研究机构会建议相应的产业部门或者个人团体对资产进行优化整合，而该研究机构则可以通过调整分析模型中的资产分配情况作进一步的分析。通过这种方式，金融研究机构可以寻找到一种控制商业风险的办法，来取代由客户带来的不确定性风险。

## 政治地理學應用
在政治或者地缘政治中的应用中，情景分析将引入：1、社会或者政治环境的备选发展方案；2、外交及战争的风险几率。举例来说，在最近发生的伊拉克战争中，五角大楼必须考虑在战争中可能出现的各种情况，并相应地部署物资及部队。这种情形下情景分析的困难在于，五角大楼是很难预见战争中军队目无法纪、轻举妄动的行为，以及伊拉克人对美国侵略者的强烈敌意。

## 来自传统方面的批判
有些人则认为情景分析是一种“乱出牌”的办法。例如，在分析地球被外来大型天体（流星）击中的可能性时，我们可以看到，这种几率是微乎其微的，然而灾难万一真的发生，其后果却是难以估计的；因而在该事件的情景分析中，灾难的严重威胁性比事件的极小概率性更能说明问题。但是，这种小概率性却往往被忽略，因为研究者在使用情景分析去设计一种战略计划时小概率性往往得不到反映。
尽管情景分析在评判某个假设及其潜在的分支结果上很有用，但是仅仅依靠情景分析而不统计相关的精确测量参数（标准差、置信区间、数据信息、编程及其标准、无回复评价、统计误差、样本设计、样本计算等等）的办法相对于传统的预测而言仍不具优势。特别是在“复杂的”问题中，事件因素和相关假设的相关性并不拘泥于某种形式。假如某个重要的参数没有被定义，有可能导致整个研究陷入泥潭。
有种错误的思考逻辑：公裁的结果，也就是一种稍好点的假设，不需要经验主义的帮助。从这个意义上来说，情景分析试图遵从统计学定理（如切比雪夫定律），因为决定性的规则是在外界约束性的设置下决定的。外在事件不允许是“偶然发生”的；而是在先前特定的假设下出现的，因此对于预期的结果的主体是无迹可寻的。实际上根本没有预期结果，只有假设；而这个假设让我们去猜想建模的规律，以及数据的辨别方法。简而言之，不关注结果的“情景”因为其忽视了相关数据的作用而产生了失真；这种方法也许是方便的，却是没有说服力的。
“情景分析”不能替代经济学研究领域中调查误差的研究。在传统的预测中，通过合理的特定的、技术的分析方法，对于给定的数据可以建立问题的相关模型，经过分析可以看到——其结果的误差的比例在统计学意义上是允许的——类似性系数是一个很小的数值。传统分析的精确性并不依靠于假设的某个特定的分支。